# Shompen
Shompen je narod tajanstvenog podrijetla nastanjen na otoku Veliki Nicobar uz obalu Bengalskog zaljeva, Indija. Jezikoslovci su jezik ovog naroda svrstali u porodicu Mon-Khmer, no on je za razliku od nikobarskih jezika drugačiji. Narod Shompen nije istoga podrijetla kao Nikobarci, i njihova domovina bi mogla biti Sumatra, odakle su se prije nekih 10.000 godina naselili na Velikom Nicobaru. Jezična istraživanja ukazuju da je bilo miješanja ovih dviju grupa do ograničenog stupnja. Prema ABO-sistemu krvnih grupa, što je inače otkrio Karl Landsteiner, skupina Shompena, koja je 1967. otkrivena u džunglama na Velikom Nicobaru, imala je krvnu grupu 0, karakterističnu za američkog Indijanca. Preci Shompena bijahu mongoloidi, a mongoloidno nasljeđe još je prisutno kod njih.
Dolaskom Nikobaraca na njihov otok, ovi su se povukli u džunglu. Prva spoznaja o njihovom postojanju datira iz 1831. godine, a pisani izvještaji iz 1846. Sami za sebe oni nemaju uobičajeno ime: oni na zapadnoj strani otoka sebe nazivaju  Kalay, a oni na istočnoj Keyet, a jedni druge imenom Buavela. Nikobarci su ih prozvali Shamhap, što je vjerojatno njihov krnji izraz britanskog naziva 'shompen'. –Život u unutrašnjosti otoka Shompene je donekle zaštitio od tsunamija što je pogodio otok 26. prosinca 2005. godine.

## Kultura
Kuće Shompena sa slamnatim krovovima građene su iznad zemlje i počivaju na drvenim pilonima zabijenima u tlo. Odjeća se sastoji od pregačica koje vežu omotane između nogu, i ukrasa kao što su ogrlice i trake vezane na nadlakticama. Žene Shompena buše uši i kroz njih provlače komad bambusa, takozvani ahav. Na nadlakticama nose trakice geegap i oko vrata ogrlicu naigaak. Kanu je glavno sredstvo za kretanje po rijeci, a u ribolovu se služe kopljem s više metalnih vršaka nalik na osti. Shompeni poput Australaca, Tasmanaca, pa i Apači ili Koskimo Indijanaca vatru dobivali 'između nogu', takozvanim fire-drill-om, kako je to nazvao Tylor. Ova naprava sastoji se od dva komada drveta, mekanog i tvrdog. Jedan komad je dugačak oko 20 centimetara, dok je drugi plosnat i nalazi se na tlu pritisnut stopalima. Okrugli komad drveta brzo se okreće dlanovima po plosnatom komadu dok iskra ne zapali pripremljeni materijal. Vješte ruke domorodaca mogu 'fire-drill-om zapaliti vatru unutar dvije minute. Pleme Shompen na ovaj način dobivalo je vatru još osamdesetih godina 20. stoljeća.

## Vanjske poveznice
- Shompens
- The Shompens  Arhivirana inačica izvorne stranice od 9. veljače 2005. (Wayback Machine)
- The Nicobarese photo album (2): The Shompen  Arhivirana inačica izvorne stranice od 2. rujna 2006. (Wayback Machine)
- Hilfe mit Fingerspitzengefühl
- [neaktivna poveznica]